# Frank Schaff

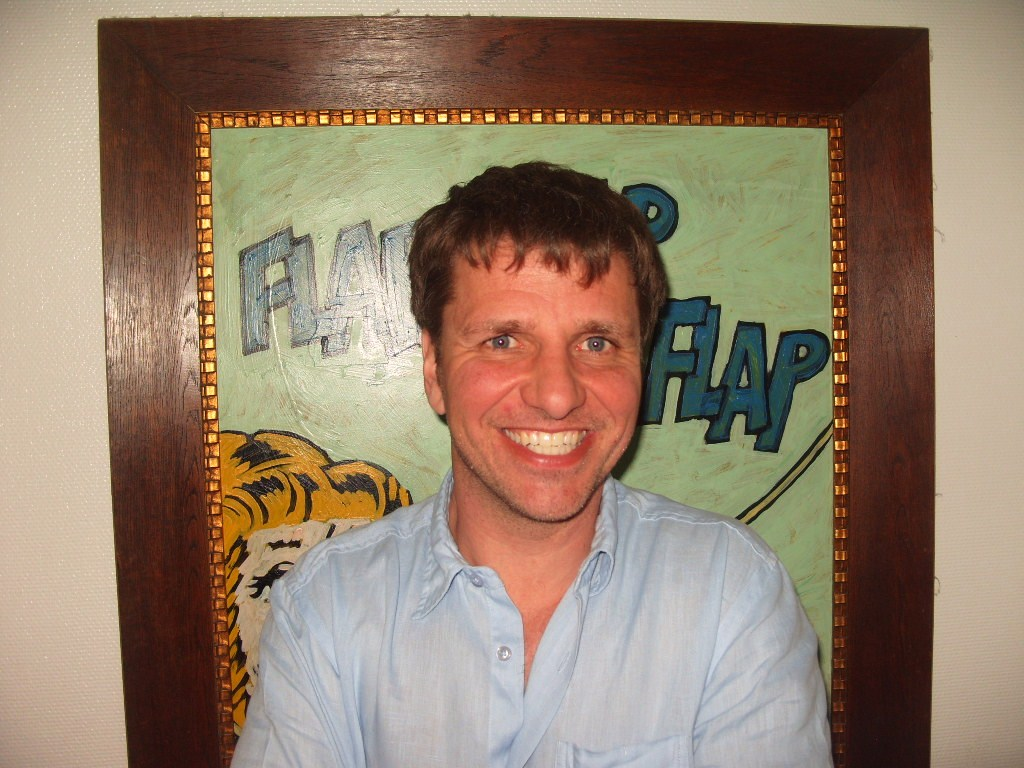
Frank Schaff (2010)

Frank Schaff (* 18. Oktober 1965 in West-Berlin), von 1980 bis 1992 unter dem Namen Frank Schaff-Langhans geführt, ist ein deutscher Schauspieler, Synchronsprecher, Synchronregisseur und Dialogbuchautor sowie Hörspielsprecher und Hörbuchsprecher.
Seine Stimme ist vor allem durch wiederkehrende Synchronisationen der Schauspieler Joseph Fiennes und Ethan Hawke bekannt. Schaff, der seit Mitte der 1990er Jahre insbesondere für die deutschsprachigen Fassungen zahlreicher Hollywoodfilme verantwortlich zeichnet, gehört zu den etabliertesten Synchronregisseuren der Gegenwart.

## Leben

### Jugend und Hörspiel
In Reaktion auf eine Zeitungsanzeige, in der Kinderstimmen für den Hörfunk gesucht wurden, war Frank Schaff ab 1976 beim Sender Freies Berlin als Nachwuchssprecher tätig, unter anderem im Kinderradioprogramm Tamtam aktuell.
1980 engagierte ihn Ulli Herzog für die Hörspielreihe Benjamin Blümchen, in der er von Folge 6 bis 33 die Rolle des kleinen Jungen Otto übernahm. In der ebenfalls von Herzog konzipierten Hörspielreihe Bibi Blocksberg sprach er in sieben Folgen die Figur Boris Blocksberg, in der Hörspielreihe Xanti die Figur Ypso und in der neun Episoden umfassenden Reihe Die kleinen Detektive den Protagonisten Andi. Letztere Produktion wurde in den Jahren 2007 und 2008 unter dem Titel Die drei Freunde ermitteln im Maritim Verlag wiederveröffentlicht.

### Synchronstimme
Unter der Regie von Conrad von Molo übernahm Schaff mit seinem Synchrondebüt im italienischen Drama Nenè 1978 zugleich seine erste Filmhauptrolle, der sich eine Serienhauptrolle als Stimme von Tomáš Holý in Unterwegs nach Atlantis anschloss (1982). Nach seinem Abitur im Jahr 1983 an der Eckener Oberschule in Berlin absolvierte er von 1984 bis 1987 eine Schauspielausbildung bei Erika Dannhoff. Parallel studierte er mehrere Semester Anglistik und Romanistik an der Freien Universität Berlin.
Im Folgenden übernahm Frank Schaff zahlreiche Synchronrollen in Film- und Fernsehproduktionen, darunter für River Phoenix in Die Flucht ins Ungewisse (1987) und Sneakers – Die Lautlosen (1992), Michael J. Fox in Die Verdammten des Krieges (1989), Tom Cruise in Jerry Maguire – Spiel des Lebens (1995), Stéphane Slima in St. Tropez (1996–2008), Matthew Broderick in In Sachen Liebe (1997) und James Caviezel in Der schmale Grat (1998).
Seit 1995 synchronisiert er wiederkehrend den US-amerikanischen Schauspieler Ethan Hawke, unter anderem in Before Sunrise (1995), Schnee, der auf Zedern fällt (1999) und Before Sunset (2004) sowie seit Elizabeth (1998) den britischen Schauspieler Joseph Fiennes, darunter in Shakespeare in Love (1998), Duell – Enemy at the Gates (2001), Der Kaufmann von Venedig (2004) und in der Mystery-Serie FlashForward (2010) sowie The Handmaid’s Tale – Der Report der Magd (2017–2021). Er übernahm außerdem im Marvel Cinematic Universe die Stimme vom Computerassistenten Jarvis von Tony Stark (Iron Man) in allen drei Iron-Man-Verfilmungen und in den Filmen Marvel’s The Avengers und Avengers: Age of Ultron. Außerdem synchronisierter er Paul Bettany als Vision in The First Avenger: Civil War, Avengers: Infinity War sowie der Serie WandaVision und James D’Arcy als Butler Edwin Jarvis in Marvel’s Agent Carter und Avengers: Endgame.
Weitere Serienhauptrollen übernahm er mit der Synchronisation von Ron Howard als Richie Cunningham in Happy Days (1985), von Bobby Cannavale als Bobby Caffey in Third Watch – Einsatz am Limit (2003), von David Lyons als Dr. Simon Brenner in Emergency Room – Die Notaufnahme (2008) oder von Zeichentrickfiguren wie Yakko Warner in Animaniacs (1994), Norbert Biber in Die Biber Brüder (1998) sowie dem erwachsenen Son-Goku in Dragonball (1999). Spätere Serienhauptrollen als Synchronsprecher waren die von Luke Arnold als Long John Silver in Black Sails (2014–2017) sowie die von Rory Kinnear als Premierminister Nicol Trowbridge in Diplomatische Beziehungen (2023).

### Dialogbuch und Synchronregie
Parallel zu seiner Tätigkeit vor dem Mikrofon begann Schaff ab Mitte der 1980er Jahre mit der Erstellung deutscher Dialogbücher.
Erstmals in der Funktion eines Synchronregisseurs löste er in der Fernsehserie Wunderbare Jahre seinen Kollegen Norbert Langer ab, der nach Abschluss der Auftaktstaffel nicht mehr für die Produktion zur Verfügung stand. 1993 zeichnete er zudem für die ersten 52 Folgen der Teenager-Comedy Parker Lewis – Der Coole von der Schule verantwortlich.
Schaffs Wirken als Synchronregisseur erstreckt sich seitdem von Animationsfilmen wie Der Polarexpress (2004), Lauras Stern (2004) und Urmel aus dem Eis (2006) über britische Komödien wie Bube, Dame, König, grAS (1998), Still Crazy (1998) und Grasgeflüster (2000) bis hin zu kommerziell erfolgreichen US-amerikanischen Blockbustern. Bereits ab Mitte der 1990er Jahre übernahm er zunehmend Regie für Kinoproduktionen namhafter Filmregisseure, darunter Werke von Steven Spielberg wie Amistad (1997), Der Soldat James Ryan (1998), Minority Report (2002), Catch Me If You Can (2002), Krieg der Welten (2005) und München (2005) sowie Filme von Steven Soderbergh wie Traffic – Macht des Kartells (2000), Ocean’s Eleven (2001), Ocean’s 12 (2004) und Ocean’s 13 (2007).
Verantwortlich war Schaff zudem für die deutschsprachige Fassung aller bislang erschienenen Harry-Potter-Filme, zu denen er auch die Dialogbücher verfasste. Er arbeitet regelmäßig mit Synchronbuchautor Alexander Löwe zusammen.
Vor der Kamera agierte Schaff hingegen kaum. 1992 war er als Filmvorführer in dem Berliner Schwarzweiß Kurzfilm Die auf die Nüsse gehn von Klaus Stawecki zu sehen. 2001 spielte er einen Gruppentherapeuten im Musikvideo Flimmern aus dem Album Schafott zum Fahrstuhl der Hamburger Punkband Die Goldenen Zitronen.

### Privatleben
Frank Schaff ist seit 2011 mit der Synchronsprecherin Natascha Geisler verheiratet und Vater zweier Söhne. Die Familie lebt in Berlin.

## Nominierungen
- 2007 Deutscher Preis für Synchron in der Kategorie „Herausragende Synchronregie“ für James Bond 007: Casino Royale[3]

## Hörbücher (Auswahl)
- 2012: Michael Hübner: Sterbestunde, der Hörverlag, ISBN 978-3-8445-0852-9
- 2014: Joan D. Vinge: 47 Ronin (Romanadaption, Audible exklusiv)

## Auszeichnungen
- 2007 Die Silhouette in der Kategorie „Dialogregie Film“ für James Bond 007: Casino Royale
- 2010 Die Silhouette in der Kategorie „Dialogregie Film“ für Watchmen – Die Wächter